# 班德·班亭·羅德里蓋茲
班德·班亭·羅德里蓋茲（Bender Bending Rodríguez），简称班德，是動畫情景喜劇《飛出個未來》的主要虛構人物。型号22号，機器人编号1729，序号2716057， 他由马特·格勒宁和大卫·X·科恩創造，约翰·迪马吉奥配音。他在《飞出个未来》是喜剧及反英雄，被同行的莉拉描述为“酗酒、性交氾濫及煙癮者”。
來自墨西哥。據其他人說法，他通过自己表達对非机器人的偏见，及对话往往帶有反人类字眼，如“杀光所有的人。”例外的是班德在他的“不杀”的名单，包括他最好的朋友，弗莱和他的同事赫尔米斯（赫尔米斯在“断魂检验”反而被加入）。然而，班德偶尔拥有同情的一面，表示他不是像他說的好战，他的朋友也经常這麼說。

## 传记
原本是于2996年墨西哥蒂华纳的制造工厂老妈友好机器人公司妈妈的机器人工厂（西班牙语：Fábrica Robótica De La Madre）所制造的金属加工机器人。然而，制造過程仍是個谜團。虽然作品中有展示过程，科恩說明，观众只能看出班德的誕生，但机器的内部还没能看的出。有一集是赫尔米斯的回憶， 并且在《突变少女莉拉的障碍》是以反老化為劇情的一集中，班德拥有婴儿般的身体。在《Bendless Love》的回憶，输送了记忆进入空殼，班德是正常成人大小的身体。由于班德的记忆体包含成人形式，這集表明实际性格可能转移到一个成年的身体，而不是剛制造的时候。
不像大多机器人，班德遲早會死，根据法兹沃斯教授的计算，可能不到十亿年的壽命。因为班德没有备份而制造误差，班德的存储器不能转移到另一个机器人空殼。报告说，他的制造商欠妥后，班德几乎没有从导弹和老妈派出的机器人敢死队逃脱死亡，是为了消毀並把瑕疵品下市。
在工厂班德被编程为冷弯钢结构，后来参加了弯曲州立大学，在那里他主修弯曲課程和辅修美国機器人研究。在大学里，他是机器人兄弟會艾普西龍卢卢的一员，在那里他成为“博爱英雄”做许多恶作剧，有一天晚上，他喝整桶啤酒，快速巡迴校园，并把58人塞入电话亭。
遇见弗莱和莉拉，并在加入法恩斯沃斯教授星际快递的交货人员，並当销售管理助理，他有份在金属加工工厂，為製作自杀台而弯曲钢梁的工作。
班德有在一间公寓“机器人武器大厦”，最终请他最好的朋友和同事弗莱和他一起住。虽然在一起享受生活，班德有时对他的朋友动手，但弗莱经常麻木不仁。在第一季，班德宁愿在自己公寓中较小的区域，如衣柜舒适，在后来的集数，他有像弗莱的单独卧室。
整部動畫裡，他經歷许多浪漫情節，通常朋友称他为劈腿族。他似乎没有女性人類和女机器人同行之间的歧视，并主動追两種族群。同样，他没受到女机器人的身高或体重影响，反而无数次追女机器人。在《命题无穷》，班德与王艾米的秘密恋情导致公投最终合法人機戀。在《机器人和蜜蜂》他与女机器人汽水自動販賣機性交，导致她生儿子小班。
班德讨厌磁体及恐惧电子开罐器的病态，这两个原因會失控地唱民谣。

## 角色

### 创作
班德一名是由创作马特·格勒宁致敬《早餐俱乐部》的人物约翰·班德。
完成之前经过多次修改班德的设计。马特·格勒宁发现特别困难的是班德的头部要正方形或圆形。起初他想法是在3000年所有的机器人將皆為正方形的头；后来决定班德的头要圆的。

### 声优

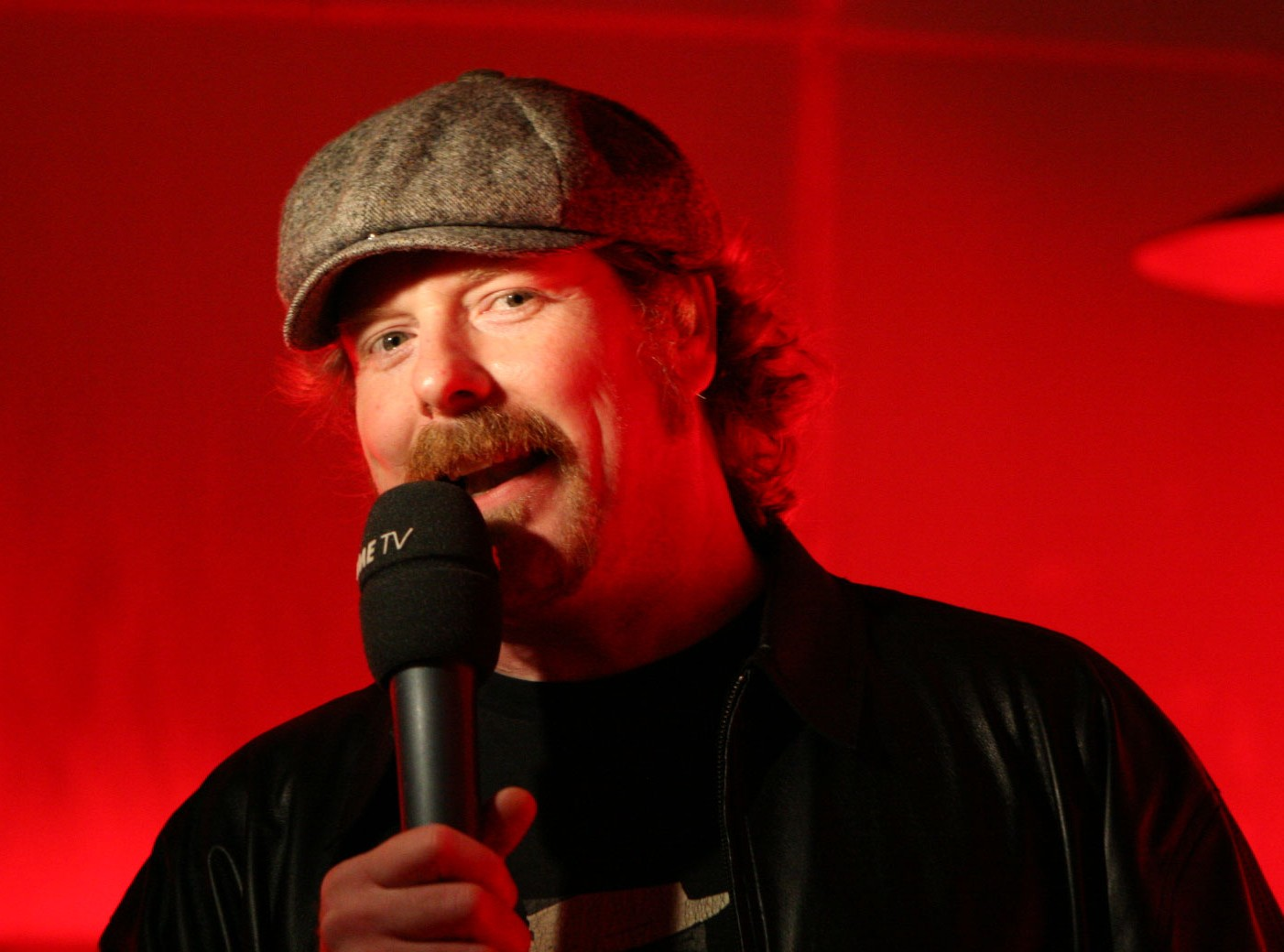
约翰·迪·马吉奥於2008年E3。

《飞出个未来》中班德的配音最难找到，部分原因是创作还没决定。经过约300次试镜，恰巧共同创作科恩试镜时候，被評下听像机器人。最终第二次试镜時錄用约翰·迪·马吉奥。
最初迪·马吉奥试镜時用班德声音配法兹沃斯教授并之后用班德声音配URL警察机器人。
他描述了他得到了这个角色与朋友斯利姆·皮肯斯的组合Sloppy Drunk，他的大学朋友的角色命名为“查理香肠爱好者”。导演喜欢他像一个喝醉的声音，而不是自动机。迪·马吉奥說他在《其他机器人皆地狱》配班德要唱歌困难，因为被迫用低和声唱。

## 设计
班德是高科技机器人，由老妈友好机器人公司所制造的弯曲机器人型號22。设计基于早期法兹沃斯教授受聘于老妈公司所开发的“气爆”原型。在整部中机器人不是所有皆為人形，但仍有拟人化特征。
班德设定高度為超過6英尺（1.8），含天线并且在没有的情况下刚好低于它。在《法兹沃斯悖論》班德说他掷硬币决定肤色，最後為灰色，而不是金色。在《赛博酒屋规则》，班德給孩子黑白在因盗窃被捕盗的大头照。在《时间不停滑動》，班德加入一支篮球队，延长他的腿讓自己长高。他的身上有一个闪亮的金属屁股，两条腿，两支可伸縮的武器，每支有三根手指，头部有两个可更换的眼睛，形状像發光二極管，一张嘴用于吸燃料吸和语音通信。在《班德获取制造》班德称也有一个鼻子，但他不戴。班德类似人类的特点，比如吹口哨、打呼噜、會眼红、哭、感受外表吸引力、發痒、做夢和打嗝。
跟班德相同規格的其他弯曲机器人，如弗雷斯奧，有共同的硬件设计，但不同於个性和行为。弗雷斯奧人格特质相像班德，但并不太像“邪恶”的班德。在《母亲节》，莉拉通过模拟弯曲机器人的视线，瞄准乡下人，然后计划抢劫他们，让他们在沟里，意味着所有弯曲机器人中有些傾向盗窃和非道德的设计。然而，另一个机器人，比利·韋斯特（與此部動畫配音员同名），樂於帮助，善良，住在月球上當农夫，坚持不當以弯曲工作的机器人。
班德的序號2716057为两數的立方和，可知班德和弗雷斯奧序号具有相同特性的幽默設定。班德的CPU是AMD Athlon II连接到低开口，在他底部可找到。班德在自己头裡还兼具辅助MOS 6502处理器，处理信息功能。

### 功能
班德专门为弯曲直金属梁成各种角度，相对简单任务而设计的。 尽管这样明显的简单，他拥有原来多余众多功能的用途，一个电热颠簸到他的天线从架空灯座在第一集后更加明显。班德的功能范畴可观；他经常好像是多功能小工具，而不是一个特殊的弯曲机。类似现代电脑，掌管若干输入及输出设备：头部具有一个数据插座和远程操作的音量控制。他的身体有一个麦克风插孔、双电源插座、一个重置键、一个緊急停止键及自毁按钮。身上有自毁控制硬件，而不是软件，防止班德《在選舉的頭》自杀，當中他典當所有部位只剩下头，絕望活著並想要自杀。
班德能够拆卸和安装身体及自志独立远程操作每个分离部位，大概用发射器和天线发送无线信号。
班德用他的胸腔當作儲物櫃，似乎能装的不是現實中可能發生(或像四次元口袋)，经常被用来装头罐、小孩子、酒精饮料、钱、战利品、世上僅有暗房，甚至某些情況還有弗莱。在《所有罪恶的路径》，胸腔也被用作烧开壶、酿酒和自制发酵啤酒。他身体检查出是空的，但像F射線顯示尽管空心，班德的体内含有齿轮和其他机器人所组成。
作为电子机器，他可快速进行数字运算，但承认自己是一个差劲的计算器。

### 建造过程
作为弯曲机，班德不凡，经常能抬重物，砸墙，甚至扭标有“不可弯曲”巨大的钢梁（在《Bendless Love》）。他机械性质也远超过其他人，能够存活枪声、爆炸、高热、深水或真空。
甚至当他身体似乎被破坏或完全从他头脱落，对班德的思考和沟通能力没有影响，表明他的主要加工工厂设在他的头上。班德的硬件是由一个工厂加载的操作系统来控制，重新启动时偶然关机，并自动调整其设置以在重新启动时检测到的环境。例如，在《The Birdbot of Ice-Catraz》，班德重新启动的时候，他视觉传感器检测到企鹅殖民地，促使他启动重新初始化，加载企鹅般的行为和语言。
他配备的超大容量電腦數據存貯器，超过100,001太字节，包括1太字节一般存储及100,000太字节色情存储，但在《超頻時針》中庫伯特·法兹沃斯从班德删除12太字节的过时流行语。推测无论是班德都有一个单独的“流行语驱动器”，或多数流行语也都是色情。

### 能量来源
班德以酒燃料，可以转换成电力来源不仅操作，而且小家电能插入他的电源插座。但低酒精摄入量會减少生产用电，当他停止饮用，并开始“清醒”，他的行为越来越醉及功能失调，和他长出生锈的红胡子。显然他也能够通过消耗矿物油来维持自己，但他认为这是唯一的功能。
由于法兹沃斯教授的缺陷设计，班德身上的能量转换过程中产生过多废气和热。可以从后端排出或常常會发出火焰式的打嗝。
在他体内也有一个核反应堆，《Godfellas》提过。然而它的位置和目的不明确。

## 人格
班德往往表现出反社会的行为，包括愛說謊言，且很少有同理心的時候（他最常见的口头禅“咬我闪亮的金属屁股！（Bite my shiny metal ass!）”給任何人添麻烦）。他有一个大多自愿道德和不断抢断，从偷钱包到绑架杰·雷诺的头及窃取弗莱的血液。他还曾经同时给王艾米一个拥抱時偷艾米的耳环。在《罗斯威尔很好结束》顯示，即使处于分离状态，他的四肢仍可接近別人家偷东西；再次非活动之前，从他手臂解肢的手到科学家的口袋裡偷钱包。
他有个秘密的愿望，當民俗音樂家，只有磁铁放在或接近头上才表现。这愿望终于在《在風中彎曲》实现，巨大开罐器留给他残缺的胸部和颈部麻痹。他在住院期间与贝克相遇，成为领先搓板播放器和联手的音乐之旅，班德成破碎机器人的民族英雄，只到他的生涯结束时才终于恢复正常。
他还迷上烹饪，是星际快递船的厨师，但他丝毫感觉不到人的品味，其实他早晚餐很可怕，连杂食性的佐艾伯格可能也不吃。 ，他第一次為船员煮晚餐，超鹽量讓他們快吐（这进一步他们喝得像咸水）；然后他就說食物有益，因为含盐量10%，低于致死剂量。在《肉米花的问题》，他煮晚餐不过是續隨子和小苏打，并以為人类吃石头。他提高自己的厨艺，為尼布勒的生日聚会做丰盛的蛋糕，并與艾尔扎尔在《铁人厨师》對決（虽然他用一种为“纯味的本质”之药水，由水和使法官慷慨及产生幻觉的LSD，讓他覺得這食物好）。在《进入野生绿色那边》，他用肉豆蔻误烤蛋糕給狱警，认为它是給人的安眠药，艾米立即糾正肉豆蔻是蛋糕所需原料。
他在《班德获取制造》还說過，“我一直想當跟班。”。
他有难以置信的耐心。在《飞出个未来》一趟时光倒流到1947年之旅，他把自己的头埋入等一千年后几年，在新纽约下城区地下洞穴（但这一次，他自己也是原先犯同样的錯誤）。尽管漫长等待，暗示德尔關機，显然多享受着自己作伴，他认为没有必要。然而，有一集他几乎不能忍耐沒笑點的笑话。
虽然酒精的消耗受到班德的设计，不应普遍被视以酒精為燃料惡習的机器人，但他显然喝的量远远超过所需能源。他过量饮酒有助于他定性为酒鬼（《地狱是别的机器人》表明，机器人可以照样運行所用的矿物油，而不是酒精，助於班德酒精为惡習認知）。如果剥夺飲酒，例如在情绪抑郁期间，就不再正常工作並發生类似人类酒精中毒，包括長生锈的鬍渣。如上所述，他的头已经经历了几千年，大概没有酒，所以它可能班德既沒需要，也没有在缺乏酒精情況下受到影响。
当他惊吓或作呕，砖从他的背后掉（参考俚语“拉屎砖头（shitting bricks）”）。着迷某一事物時，他可能拿出一个相机並拍摄，說“整洁！”。除了喝酒，他也对雪茄有亲和力，点燃打火机到手指上，但在《决策3012》他用的是Zippo。不像饮酒作为燃料，班德告诉弗莱，他抽雪茄仅仅是因为讓他们看他酷。
尽管是一个机器人，他在许多场合展现情感，去那么远，在《热之罪》潸然泪下讓弗莱惊讶。笑话中围绕班德的情绪，在技术上应该是无情的机器。班德似乎不知道自己的情绪，说明在《有趣选集II》的節錄：“我的意思是，作为机器人是伟大的，但我们没有感情，有时这让我很伤心。”在第一次登場，他试图通过自杀亭，内疚自己在不知不觉中贡献一分力而自杀。他也被已知出现，以既冷漠，令人难以置信的勇敢，即使是在危及生命的情况的地步。
班德是典型的自恋狂。他认为自己完美无瑕，并且是指自己在第一和第三人。在《法兹沃斯悖论》班德貌似爱上了一个镀金的自己，说他终于找到一个“一样大的我”。就连他的个人电子邮件地址，bender@ilovebender.com，反映他本质自恋。
尽管有这些人性化的特点，他没有可验证的灵魂，在《老式神话》，当他经过“灵魂探测器”並没有发出警钟。然而，在《在機器的鬼魂》，班德变成鬼，无法与人互动，但可直接拥有机械：他用这种能力来吓死弗萊。他最终与机器人魔鬼成交得到新的身体。（虽然从未涉及的宇宙，这看似矛盾的，所指出的机器人魔鬼本人，可能区分班德的“灵”存在于一个通用的无线网络，可以让他在现实世界中旅行时被困在一个靈薄般回路，他的鬼魂是一种无形的程序，而不是灵魂，在《鸣声》中“灵”实际上是删除电脑文件夹的全息图。）
他与星际快递的船员的关系随着时间而改变，但他不屑对待所有的生物有机体。他曾公开只有他最好的朋友和室友弗莱。“我所有朋友，（他是）第一个。”虽然他对弗莱口头上和身体上虐待，并认为他远比不上他，但他关心他很多。在《侏罗纪巴克》他说，他爱弗莱“人类喜欢狗”的方式及《我情绪丰富》当班德嫉妒尼布勒并把他沖進马桶，悲痛欲绝莉拉问他如果她对弗莱做同样的事，比喻弗莱當班德的宠物（班德冷漠回应“只有一个办法，找。”）。他经常用他朋友们的优势：制定他们犯罪，抢劫他们，在多次偷弗莱的血，偷弗莱的委托书，用弗莱的身体砸开窗口，从艾米身上偷珠宝，以及在各种获得快速致富计划使用佐艾伯格，但很可能他不认为佐艾伯格医生是朋友，因为在《老式神话》班德恳求1X机器人拯救（他的）朋友和佐艾伯格（虽然可以看出，他不时帮助佐艾伯格，如在《这是龙虾娱乐！》）。他甚至出卖莉拉給扎普，她就变成了通缉犯，她嫉妒使前科增长，在《进入野绿色那边》，只有再次放她走出狱保证自己罄竹難書。虽然他经常击垮船员，但他们已表现出对他回报的感情。在《赫米斯如何征用他嫩草》所有船员前往中央官僚机构，恢复他的大脑，之后摩根監察官把光盘烧掉，当赫尔墨斯康拉德随后他的风险官僚许可证在不到四分钟整理堆积如山的光盘中找到班德的大脑資料片。当艾米问为何他们得修理他，沉默一些时间后，莉拉回答说：“这些争执我们不谈，但还是要去。”艾米和班德在《命题无穷》的时候，关系变得如此严重，班德建议艾米参与人机结婚合法运动，虽然关系未延續，但先前他想實現一夫一妻制的婚姻。
尽管他经常不道德的态度，并没有缺乏善的一面；他能感到内疚和自责自己行为过不过分（甚至用自己的标准），表明他不自私或不友善的，他似乎是。在《Bendless Love》，班德打算杀弗雷斯奧獲安吉莉娜的爱，但是当弗雷斯奧在一个巨大钢梁下卡住，安吉莉娜哀悼。班德决定她的幸福比自己更重要，并最终节挽救弗雷斯奧。此外，在《侏罗纪树皮》，当班德变得嫉妒弗莱的石化狗西摩，他决定把他岩浆。但是，当他發現弗莱深深伤害，班德为自己的行为道歉并救狗。在《Godfellas》，他成为由一个微小的外星种族被称为Shrimpkins，命令他们生产啤酒，虐待种族。导致整个物种灭亡，然而，他悔恨哭泣。

## 文化影响
班德在另一部由马特·格勒宁《辛普森一家》動畫曾多次出現的突破字符。在《辛普森一家》出现在《未来剧》，《巴特对莉萨对三年级》，《传教士：不可能》和《可取代的你》。他还出现在《辛普森一家游戏》與佐艾伯格醫生齊當敌人，班德在《蓋酷家庭》的幾集客串出场。在《蓝色收获》可以看到在莫斯·艾斯利小酒吧，在《锦绣来源》，他是由作者彼得、乔及奎麥爾創造出肮脏笑话中的中继器。
2008年Techradar.com一项调查“最酷的电影机器人”，班德得第二名，在魔鬼終結者其次。
歌曲“弯曲像班德！”从迪文·唐森德专辑《Addicted》，引用班德的一句話“游戏结束了，输家！我有所有的钱！（Game's over, losers!  I have all the money!）”
在《辛普森一家》與《飞出个未来》跨界作品《Simpsorama》，班德從31世纪穿越到春田市杀霍默，因有狂暴異形生物到他的时空流竄。但最终班德结交霍默為朋友，之後才證實這些異形生物基因都源自巴特，后来自行关机，再霍默放在辛普森家地下室直到一千年後才被挖出來。

## 年龄
虽然班德是在2996年，但他的头有1055岁，由于它被埋在地下多年后，他來回穿越。在《大量班德》，他服從裸星人的计划，从过去偷贵重物品。随着时间球只能在时间流逝下使用，当他每次完成任务，就躲在下面星际快递的石灰岩洞穴等待时机。随着來回穿越並不受限制，已不明确班德多大。此外，在《遲到的菲利普·J·弗莱》他在宇宙循環两次穿越。由于这个原因，班德是迄今为止是最老的成员。